# Tonie Lenz
Tonie Lenz (* 6. September 1988 in Göttingen) ist eine deutsche Kanu-Sportlerin.
Lenz hat sich von Jugend an dem Kanusport zugewandt und wurde eine Leistungssportlerin in der Sportart Kanupolo. Aufgrund ihrer Erfolge wurde sie Mitglied der deutschen Nationalmannschaft im Kanupolo. Bei den World Games 2017 in Breslau errang sie mit ihrem Team den ersten Platz und wurde so Weltmeisterin in dieser Sportart.
Für diese sportliche Leistung erhielt sie am 13. Oktober 2017 von Bundespräsident Frank-Walter Steinmeier das Silberne Lorbeerblatt.